# Bistum Forlì-Bertinoro
Das Bistum Forlì-Bertinoro (lateinisch Dioecesis Foroliviensis-Brittinoriensis, italienisch Diocesi di Forlì-Bertinoro) ist eine Diözese der römisch-katholischen Kirche in Italien mit Sitz in Forlì.
Es bildet mit den italienischen Bistümern Cesena-Sarsina, Rimini, San Marino-Montefeltro die römisch-katholische Kirchenprovinz des Erzbistums Ravenna-Cervia.

## Geschichte
Das Bistum Forli wurde im 4. Jahrhundert gegründet. Als erster Bischof gilt Mercuriale von Forli, der 359 Teilnehmer des Konzils von Rimini war und um 406 gestorben ist. Das Bistum Bertinoro ist wesentlich jünger: Es wurde 1360 errichtet. Am 30. September 1986 wurden die beiden Bistümer zum heutigen Bistum vereinigt.
Zum Nachfolger von Bischof Vincenzo Zarri, dessen Rücktrittsgesuch aus Altersgründen von Papst Benedikt XVI. am 12. November 2005 angenommen wurde, ernannte dieser am selben Tag den Priester Lino Pizzi aus der Erzdiözese Modena-Nonantola, der dort Rektor des Diözesanseminars gewesen war.

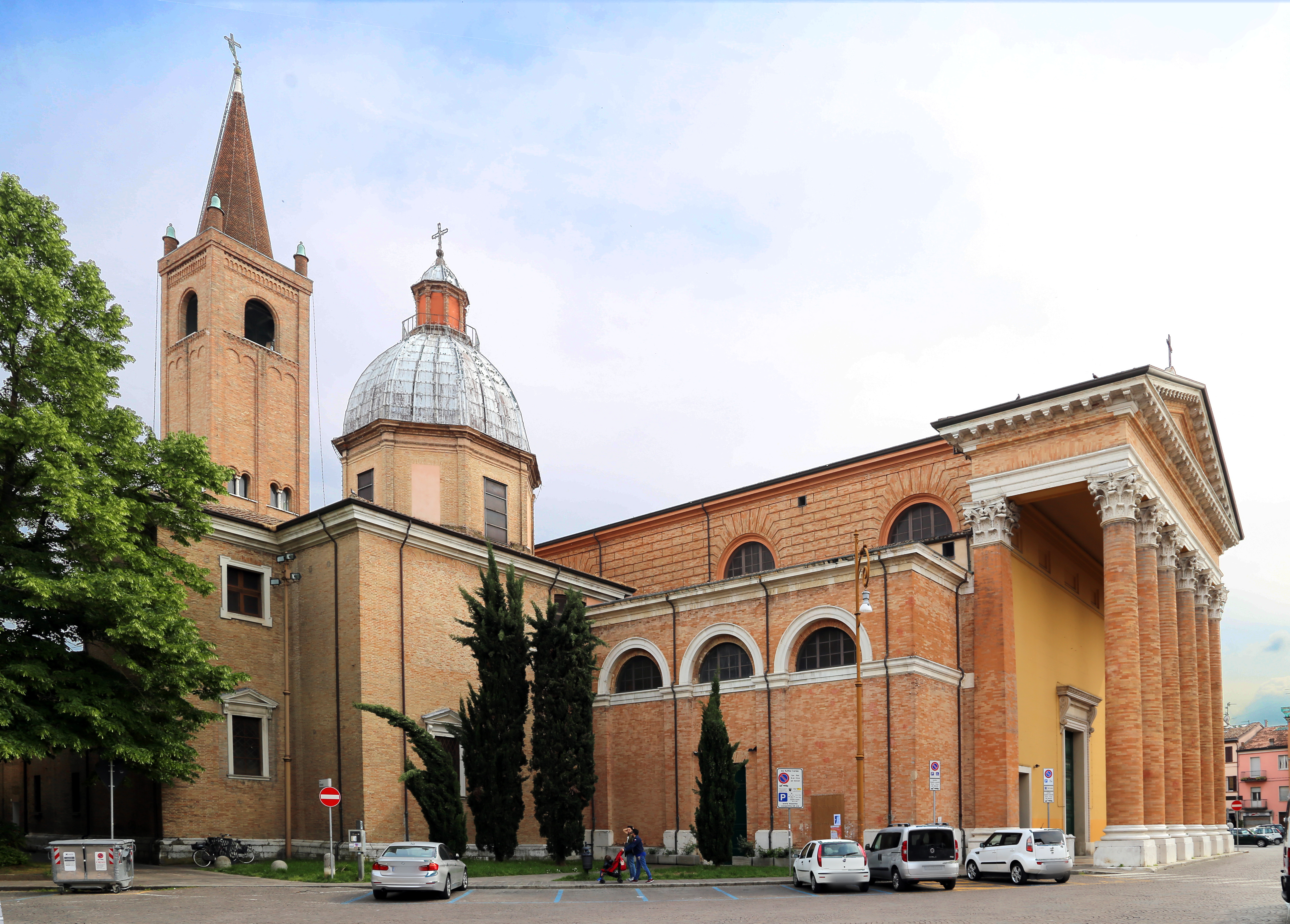
Kathedrale Santa Croce in Forli
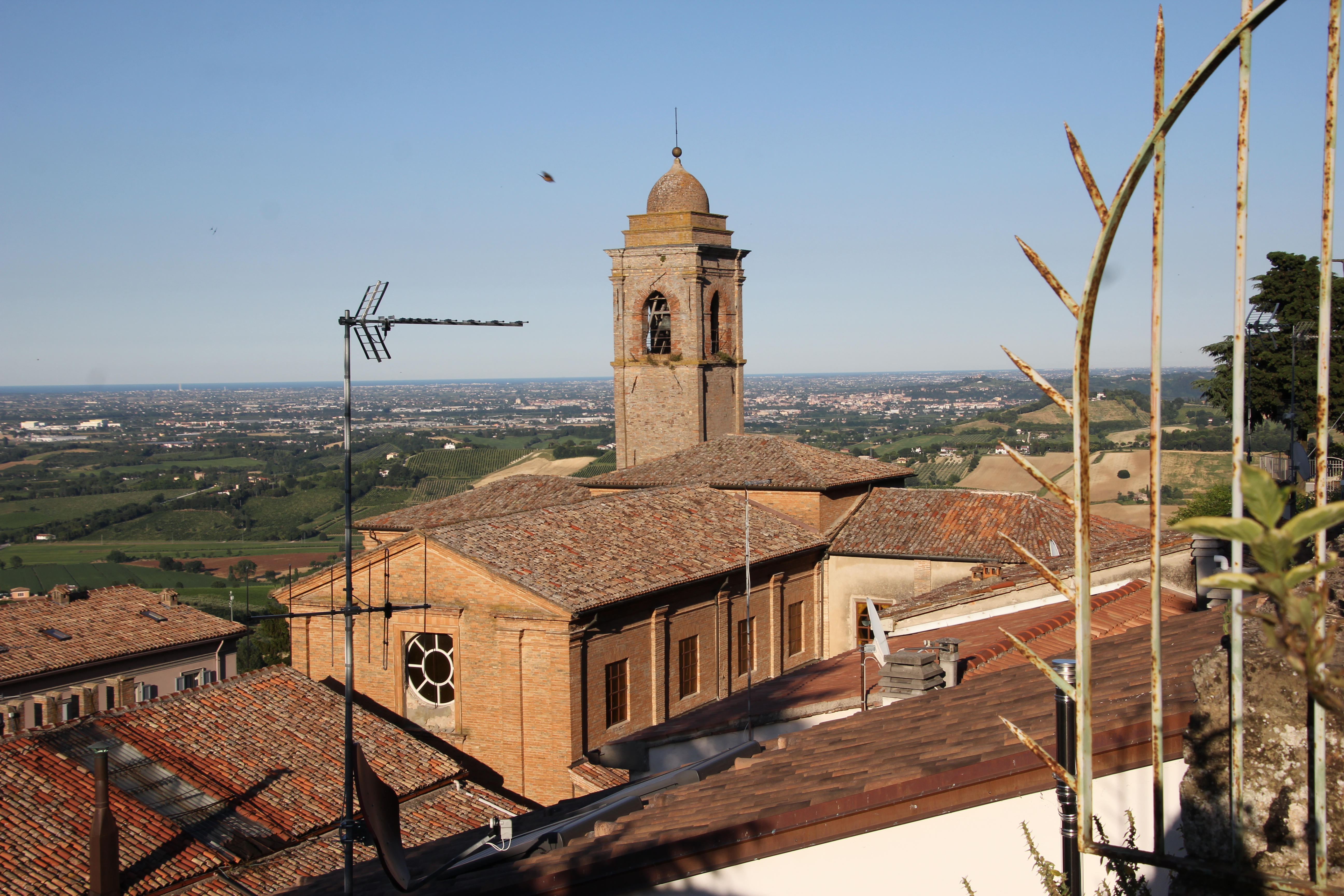
Konkathedrale Santa Caterina in Bertinoro